# Fernando de Felipe
Fernando de Felipe Allué (* 1965 in Saragossa) ist ein spanischer Comic- und Drehbuchautor.

## Leben und Werk
Fernando de Felipe zeichnete ab den späten 1980er Jahren Comics für die spanischen Magazine Totem und Zona 84 vor allem im Bereich Science-Fiction.
1992 schuf er die Adaption von Victor Hugos historischem Roman Der lachende Mann sowie den schwarzhumorigen Episodencomic Museum, die beide beim Alpha Comic Verlag in deutscher Sprache erschienen. Museum wurde mit dem Preis für das beste Werk eines spanischen Autors auf dem Salón Internacional del Cómic de Barcelona ausgezeichnet und war in Angoulême als bestes fremdsprachiges Album nominiert.
Ab den 2000er Jahren schrieb er Drehbücher für Filme, darunter das für den Horrorfilm Darkness.
Er ist Professor für Filmgeschichte an der Ramon-Llull-Universität in Barcelona.

## Filmografie
- 1997: Oedipus (Kurzfilm, auch Regie)
- 2002: Darkness
- 2002: Raices de sangre
- 2003: Palabres encadenadas

## Nachweise
1. ↑  Kurzbiografie bei Lambiek.net
2. 1 2  Juan Royo: Goya y otros autores de cómic aragoneses. 1. September 2010, abgerufen am 7. Mai 2021.